# Bunga Tanjung (Nipah Panjang)
Bunga Tanjung is een bestuurslaag in het regentschap Tanjung Jabung Timur van de provincie Jambi, Indonesië. Bunga Tanjung telt 1380 inwoners (volkstelling 2010).